# Музей Гуггенхайма в Хельсинки
Музей Гуггенхайма в Хельсинки (фин. Guggenheim-museo Helsingissä) — нереализованный проект строительства филиала американского Музея современного искусства Соломона Р. Гуггенхайма, предложенный к постройке в деловом центре столицы Финляндии, городе Хельсинки, на берегу моря, у Южной гавани (Eteläsatama) острова Катаянокка, где расположено здание старого паромного терминала «Канаватерминаали». Проект был отклонён городским советом в мае 2012 года, а затем окончательно — в декабре 2016 года.
5 августа 2013 года руководство Фонда Гуггенхайма в составе Ричарда Армстронга и Ари Вайзмана прибыло в Финляндию для того, чтобы повторно обсудить возможности постройки музея в столице Финляндии и привлечения к проекту государственное финансирование. Фонд внесёт новое предложение о строительстве музея в сентябре 2013 года, в связи с чем глава городского совета Мари Пуоскари предложила разместить Музей Гуггенхайма в одном из восточных районов Хельсинки, подчеркнув, что для того, чтобы проект был одобрен городскими властями, он должен разительно отличаться от проекта, предложенного годом ранее.
23 июня 2015 года конкурс на архитектурный проект здания музея выиграло французское архитектурное бюро Moreau Kusunoki Architect, получив в качестве приза 100 тысяч евро от Фонда Гуггенхайма. В бюджете страны на 2017 год не запланировано выделение государственных средств на строительство музея. В конце 2016 года проект был окончательно отклонен городским советом Хельсинки.

## Дискуссия

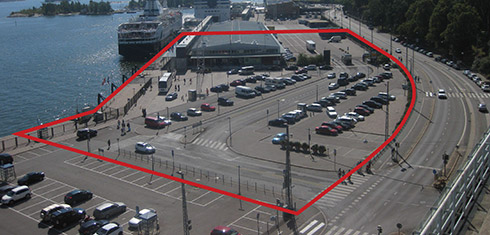
Место первого предполагаемого возведения здания музея на побережье острова Катаянокка

Намеченное первоначально на 15 февраля 2012 года рассмотрение вопроса в администрации Хельсинки и городском совете было отсрочено из-за обеспокоенности партий Зелёный союз и Социал-демократической партии Финляндии, требовавших дополнительных разъяснений о доле города Хельсинки в финансировании музея, а также влиянии нового музея на деятельность городского музея изобразительных искусств. Назначенное на конец февраля 2012 года новое рассмотрение проекта в городском совете Хельсинки было перенесено на апрель, ввиду не завершённости переговоров с фондом Гуггенхайма. На конец февраля 36 членов городского совета были против строительства музея (19 — за и 20 — не определились).
Министр промышленности Финляндии Юри Хякямиес утверждает, что строительство музея не будет получать государственной поддержки из средств, направленных на развитие туризма, но будет финансироваться из средств американского Фонда Гуггенхайма. По оценкам строительство музея обойдется в 140—180 млн евро.
Поднятый вице-мэром Хельсинки Туулой Хаатайнен вопрос о возможной ангажированности директора городского музея изобразительных искусств Янне Галлен-Каллела-Сирена при принятии решения о создании музея Гуггенхайма в Хельсинки, не нашёл своего подтверждения.
Опрос, проведённый газетой Helsingin Sanomat показал, что 3/4 жителей Хельсинки против строительства музея, а среди жителей Вантаа противников 82 %.
Решение вопроса о возможности строительства музея было вначале перенесено на май 2012 года, но позднее не получило поддержки городских властей и было заморожено. Тем не менее, в 2013 году пиар-агентство Miltton Networks начало лоббировать постройку музея Гуггенхайма в столице Финляндии, а руководство Фонда Гуггенхайма в составе Ричарда Армстронга и Ари Вайзмана прибыло 5 августа 2013 года в Финляндию для того, чтобы повторно обсудить возможности постройки музея Гуггенхайма в Хельсинки. Министр культуры Финляндии Пааво Архинмяки исключил возможности государственного финансирования будущего строительства музея, однако, руководство Фонда внесло новое предложение о строительстве уже в сентябре 2013 года.
12 декабря 2013 года городская комиссия по недвижимости Хельсинки после голосования решила выступить против предоставления земельного участка для строительства музея. В январе 2014 года городское правление перенесло решение о предоставлении земельного участка до проведения конкурса проектов. По опросам YLE, доля противников строительства музея в городском совете Хельсинки увеличилась.
В ноябре 2016 года появилось сообщение, что город Хельсинки выделит 80 млн евро и войдёт в число акционеров будущего музея. Фонд Джейн и Аатоса Эркко и Фонд Тиины и Антти Херлина пообещали выделить на строительство музея в общей сложности 15 млн евро. Фонду поддержки музея Гуггенхайм в Хельсинки удалось собрать частное финансирование в размере 66,4 млн евро. Общие расходы на строительство Guggenheim Helsinki составят 120—140 млн евро.

## Проект
В июне 2014 года было объявлено о конкурсе проектов. За проведение конкурса архитекторов отвечает британское консалтинговое агентство Malcolm Reading Consultants в партнёрстве с Ассоциацией архитекторов Финляндии. В финансировании проекта сообщил ряд организаций, в том числе Фонд поддержки хельсинкского Гуггенхайма и Svenska Kulturfondet. По оценкам, бюджет проекта составит 2,2 млн евро.
В отборочном конкурсе приняли участие 1 700 проектов из 77 стран. 1 декабря 2014 года жюри из одиннадцати человек под председательством американского исследователя и преподавателя дизайна Марка Вигли определило шесть проектов-финалистов из архитектурных агентств — AGPS Architecture Ltd., Asif Khan Ltd, Fake Industries Architectural Agonism, Haas Cook Zemmrich STUDIO2050, Moreau Kusunoki Architect и SMAR Architecture Studio. Победитель, который определится к июню 2015 года, получит премию размером в 100 тысяч евро, а остальные пять финалистов — по 55 тысяч евро каждый.
Предполагалось, что музей может быть открыт в 2017—2018 году. Предполагаемая общая площадь музея — 12 000 м², из которых площадь выставочных помещений составит около 4 000 м². Специализацию музея составили бы архитектура и дизайн. Предполагалось, что в музее не будет собственной большой коллекции. Ежегодно в нём бы проводились две-три крупные выставки и три-пять небольших. Кроме того, музей намеревался вести широкую воспитательную и образовательную программу в области искусства.
Планировалось, что ежегодная посещаемость музея составит 500—550 тысяч человек, из которых 300 тысяч — жители Финляндии. Опрос, проведённый Taloustutkimus в 2016 году, выявил, что 40 % опрошенных считают, что музей повысит привлекательность Хельсинки в глазах туристов, а доходы столичного региона от туризма могут возрасти на 40 млн евро в год.
Проект был окончательно отклонен 1 декабря 2016 года городским советом Хельсинки.